# Polyptychus retusus
Polyptychus retusus är en fjärilsart som beskrevs av Rothschild och Jordan 1908. Polyptychus retusus ingår i släktet Polyptychus och familjen svärmare. Inga underarter finns listade i Catalogue of Life.